# Локерби
Ло́керби (англ. Lockerbie, гэльск. Logarbaidh / Locarbaidh) — город на юге Шотландии в округе Дамфрис-энд-Галловей.

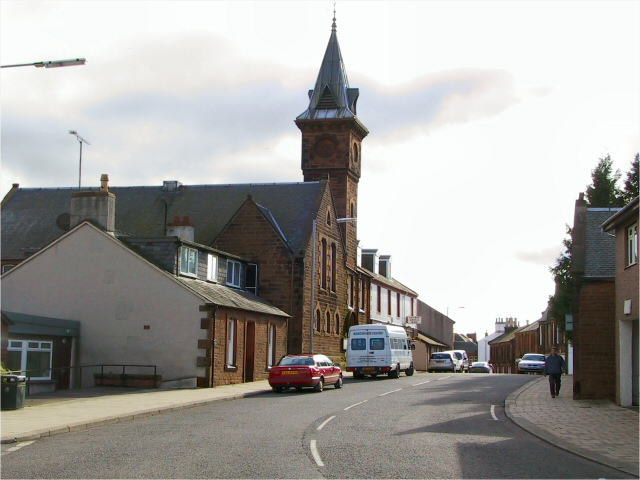
Улица города

Город стал известен миру из-за террористического акта, произошедшего 21 декабря 1988 года.